# Une bonne lecture ne reste pas impunie
Une bonne lecture ne reste pas impunie est un épisode de la série télévisée d'animation Les Simpson. Il s'agit du quinzième épisode de la vingt-neuvième saison et du 633e épisode de la série. Il est diffusé pour la première fois le 8 avril 2018 aux États-Unis.

## Synopsis
Les Simpson décident de consacrer davantage de temps à la lecture. Bart va trouver un ouvrage qui lui permettra de contrôler son père et Lisa apprendra que sa mère adorait un livre bourré de préjugés quand elle était plus jeune...

## Réception
Lors de sa première diffusion l'épisode a attiré 2,15 millions de téléspectateurs.